# Bavin’s Gulls
Bavin’s Gulls oder auch Sloe Grove Islands sind eine Gruppe von Inseln in der Themse, in England flussaufwärts des Boulter’s Lock, bei Maidenhead, Berkshire.  Die Schönheit dieses Flussabschnittes wurde von Jerome K. Jerome in dem Roman Drei Mann in einem Boot gelobt.
Bavin’s Gulls besteht aus zwei größeren und zwei kleinen schmalen bewaldeten Inseln. Die Inseln sind Teil des Besitzes von Cliveden und gehören dem National Trust. Das Anlegen von Booten über Nacht ist auf drei der vier Inseln gestattet, die vierte Insel ist ein Naturschutzgebiet und darf nicht betreten werden.